# Eduards Pāvuls
Eduards Pāvuls, né le 7 juillet 1929 à Jūrmala,  en Lettonie et mort le 14 juillet 2006 dans la même ville, est un acteur letton. Sa carrière, de 1949 à 1984, s'est déroulée au théâtre Dailes. Les films avec sa participation étaient principalement tournés à Riga Film Studio.

## Biographie
Eduards Pāvuls naît dans le quartier Asari de Jurmala. En 1946, il devient acteur du Théâtre Dailes où jusqu'en 1984 il interprète plus de quatre-vingt rôles. Il est fait officier de l'Ordre des Trois Étoiles en 1994 et reçoit, en 1998, le trophée de Lielais Kristaps pour l'ensemble de l’œuvre d'une personnalité du monde cinématographique (en letton : Balva par mūža ieguldījumu kinomākslā).

## Distinctions
- 1959 - Prix d’État de la République socialiste soviétique de Lettonie pour les films Zvejnieka dēls  (1957), Latviešu strēlnieka stāsts (1958) et Sarkanās lapas (1958).
- 1965 - Artiste du peuple de la République socialiste soviétique de Lettonie
- 1983 - prix d'État de l'URSS pour les films Ilgais ceļš kāpās
- 1985 - Prix d’État de la République socialiste soviétique de Lettonie pour les films Fronte tēva pagalmā (1984)
- 1998 -  prix pour l'ensemble de l’œuvre d'une personnalité du monde cinématographique au festival Lielais Kristaps.
- 1994 - l'Ordre des Trois Étoiles de Lettonie.
- 2006 - L'homme de l'année de la ville de Jūrmala.

## Filmographie

### Cinéma
- 1957 : Pēc vētras d'Eduards Penclins : Juris
- 1957 : Fils du pêcheur de Varis Krūmiņš : Oskars Kļava
- 1957 : Rita de Ada Neretniece : Sergejs
- 1958 : Sarkanās lapas :
- 1958 : Latviešu strēlnieka stāsts de Pāvels Armands : Pipars
- 1959 : Ilze de Rolands Kalniņš : Rūdolfs
- 1961 : Pieviltie de Ada Neretniece et Māris Rudzītis : Jānis Lazdāns
- 1961 : Kārkli pelēkie zied de Gunārs Piesis : Žanis Mežmalis
- 1964 : Kapteinis Nulle de Leonīds Leimanis : capitaine Valdis Nulle
- 1967 : Je me souviens de tout, Richard (Es visu atceros, Ričard!) de Rolands Kalniņš : Ričards Zanders
- 1967 : Pie bagātās kundzes de Leonīds Leimanis : Oļģerts Kurmis
- 1967 : Le Marécage (Purva bridējs) de Leonīds Leimanis : Sutka
- 1968 : 24-25 neatgriežas d'Aloizs Brenčs : Juris Mežulis
- 1968 : Le Temps des arpenteurs (Mērnieku laiki) de Voldemārs Pūce : Prātnieks
- 1970 : Vella kalpi d'Aleksandrs Leimanis : Ērmanis
- 1970 : Karalienes bruņinieks de Rolands Kalniņš : épisode
- 1970 : Uzbērums d'Ēriks Lācis : Ozols
- 1971 : Pilsēta zem liepām d'Aloizs Brenčs : Bunka
- 1971 : Meldru mežs d'Ēriks Lācis : Pusstabs
- 1971 : À l'ombre de la mort (Nāves ēnā) de Gunārs Piesis : Grīntāls
- 1972 : Ceplis de Rolands Kalniņš : Ceplis
- 1972 : Vella kalpi vella dzirnavās d'Aleksandrs Leimanis : Ērmanis
- 1973 : Dāvana vientuļai sievietei d'Ēriks Lācis : Sietiņš
- 1973 : Pilsētas atslēgas : Juris Andums
- 1974 : Pirmā vasara : Dienavs
- 1975 : Robina Huda bultas : frère Tuck
- 1975 : Melnā vēža spīlēs : Hāgens
- 1977 : Vīrietis labākajos gados d'Oļģerts Dunkers : Lukjanskis
- 1977 : Kļūstiet mana sievasmāte! : directeur de musée
- 1978 : Aiz stikla durvīm : père de Gunārs
- 1981 : Atcerēties vai aizmirst de Jānis Streičs : Bertulāns
- 1982 : Īsa pamācība mīlēšanā : Pakuls
- 1983 : Šāviens mežā de Rihards Pīks : Liepsargs
- 1984 : Parāds mīlestībā de Varis Brasla : père de Mona
- 1984 : Fronte tēva pagalmā : Kārlis Paipala
- 1984 : Kad bremzes netur de Gunārs Cilinskis : major Augusts Treimanis
- 1985 : Dubultslazds d'Aloizs Brenčs : colonel Jansons
- 1986 : Apbraucamais ceļš : Avens
- 1986 : Bailes de Gunārs Cilinskis : Pētertāle
- 1987 : Ja mēs visu to pārcietīsim : Meijers
- 1990 : Maestro de Pēteris Krilovs : Maestro
- 1992 : Duplets d' Aloizs Brenčs : épisode
- 2000 : Vecās pagastmājas mistērija de Jānis Streičs :
- 2000 : L'Été terrible (Baiga vasara) d'Aigars Grauba : Jāzeps Poškus

### Télévision
- 1974 : Jūras vārti : Ansis Dziesma
- 1976 : Meistars de Jānis Streičs : artiste peintre
- 1978 : Théâtre de Jānis Streičs  : Jimmie Langton
- 1978 : Ģimenes albums : Egons
- 1979 : Trīs minūšu lidojums : Alexandre Stepanovitch
- 1980 : Trīs dienas pārdomām de Rolands Kalniņš : épisode
- 1981 : Ilgais ceļš kāpās d'Aloizs Brenčs : Jēkabs Ozols
- 1987 : Aija de Varis Brasla : le hôte
- 1989 : Zītaru dzimta d'Aloizs Brenčs : Andrejs Zītars
- 1998 : Izpostītā ligzda acteur, co-réalisateur avec Armands Zvirbulis